# Juiz das garantias
O juiz das garantias é uma função exercida no inquérito policial, ou seja, na fase investigativa do processo penal, por um juiz de direito, encarregado de atuar como garantidor da eficácia do sistema de direitos e garantias fundamentais do acusado no processo penal e, especialmente de dispor sobre a prisão provisória de uma pessoa investigada e seus respectivos pedidos de liberdade provisória. Também é responsável por analisar os pedidos de medidas cautelares formulados durante o inquérito. Também dispõe sobre pedidos de prorrogação de internação psiquiátrica compulsória. É adotado em países como França, Itália, Panamá e, recentemente, previsto por lei para ser instituído no Brasil.
Na França, o juiz das garantias é chamado juiz das liberdades e da detenção (em francês, Le juge des libertés et de la détention , ou JLD  ) e analisa os pedidos formulados pelo juiz de instrução,  autoriza o Ministério Público a praticar alguns atos em certos tipos de inquéritos e também dispõe sobre a retenção administrativa de estrangeiros.
No Brasil, essa função foi instituída pela lei número 13.964, de 24 de dezembro de 2019, como um juiz controlador do inquérito policial e necessariamente distinto do juiz que instrui e sentencia o processo, tendo causado polêmica. A autoria do projeto foi da deputada Margarete Coelho e do deputado Marcelo Freixo (auto-intitulou autoria). A sua instituição foi, após alguns dias, impugnada perante o Supremo Tribunal Federal (STF) por várias entidades. No dia 15 de janeiro de 2020, Dias Toffoli por liminar prorrogou a implementação do Juiz das Garantias denegando as ADIs 6298, 6299 e 6300, que pediam a declaração de inconstitucionalidade da norma, cabendo recurso ao relator assim que o Supremo retornasse do recesso. Mas em 22 de Janeiro atendendo à ADI 6305, Luiz Fux derrubou a a decisão de Toffoli e suspendeu por tempo indeterminado a Lei. O mesmo ministro é relator das ADIs citadas.

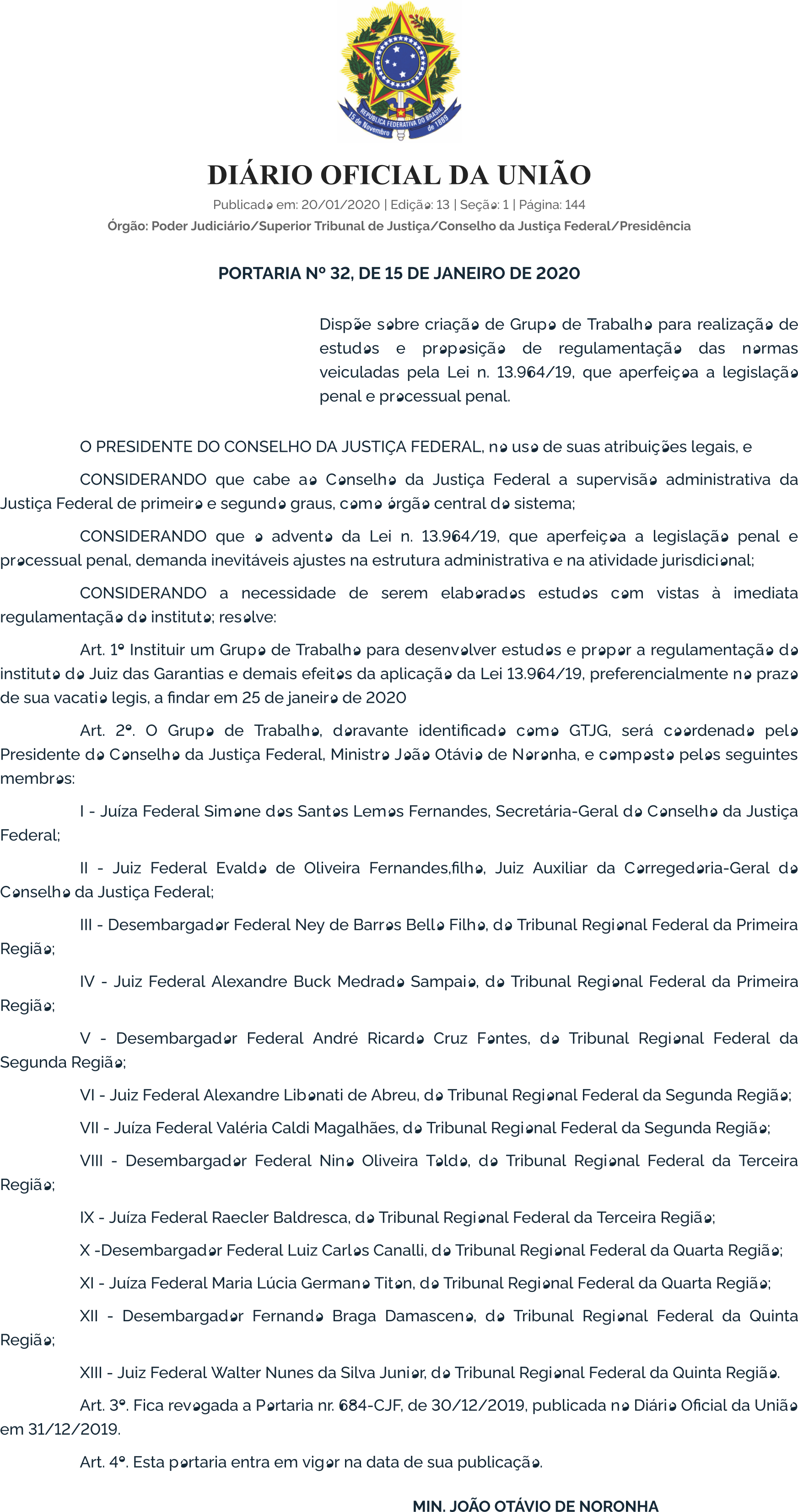
Portaria Nº 32, de 15 de janeiro de 2020, do Conselho da Justiça Federal, que dispõe sobre um grupo para regulamentar o Juiz de Garantias previsto na Lei nº 13.964/19, que aperfeiçoa a legislação penal e processual penal.

## Na França

### História e forma de nomeação
A função foi instituída pela lei francesa da presunção de inocência, de 15 de junho de 2000. O Código de Processo Penal define as regras de sua nomeação: O juiz das liberdades e da detenção é um juiz de direito em posição de presidente, primeiro vice-presidente ou vice-presidente. É designado pelo presidente do tribunal de primeiro grau (tribunal de grand instance).

### Atribuições
Entre as atribuições do JLD, estão:
- Durante a fase de inquerito, decidir sobre prisão provisória, liberdade provisória, prisão domiciliar e monitoramento eletrônico.
- Determinar a indisponibilidade de bens em casos de crime organizado.
- Ordenar a internação psiquiátrica compulsória de uma pessoa investigada, bem como determinar sua liberdade.

### Iniciativa
A iniciativa dos pedidos de medidas tomadas pelo JLD é do juiz de instrução, do Ministério Público, do hospital de custódia, da prefeitura ou das próprias pessoas investigadas.

### Polêmicas
Na França, discute-se até hoje se o JLD pode, após encerrado o inquérito, atuar nas fases posteriores e sentenciar o processo. A lei criada no Brasil veda essa possibilidade, o que é apontado pelas entidades que a questionam como algo que torna inviável a sua instituição. No entanto, para quem defende a instituição legal do juiz de garantias, a exemplo da OAB, se argumenta que a implantação do normativo só cria dificuldades iniciais apenas do ponto de vista administrativo e que em curto espaço de tempo se aplaina na estrutura jurídica do país e que sua efetivação não exige a criação de novos cargos, apenas a regulamentação das distintas atribuições jurisdicionais entre os magistrados com competência criminal.

## No Brasil
No Brasil, o juiz das garantias foi instituído pela Lei 13.964, sancionada em 24 de dezembro de 2019, no entanto, a criação foi suspensa pelo ministro do STF, Luiz Fux, através de uma liminar em 19 de janeiro de 2020. Um dos problemas indicados pelo ministro, para fundamentar a suspensão, diz respeito ao impacto financeiro que poderá ser causado nas contas públicas, o que feriria o novo regime fiscal da União, instituído pela Emenda Constitucional 95/2016. O tema seria objeto de discussão em audiência pública, que seria realizada no mês de março, no entanto, por conta da pandemia de COVID-19, o evento foi suspenso.

## Juiz das garantias e juiz de instrução
O juiz de instrução, nos países que o adotam, é o presidente do inquérito judicial, como é chamada a fase investigatória nesses países. Em países como o Brasil, essa fase é chamada inquérito policial e é presidida pelo delegado. Assim, o juiz de instrução é um juiz sob controle, ou seja, com poderes limitados, cabendo esse controle ao juiz de direito que exerce a função de garantias.